# François de Kernevenoy dit de Carnavalet
François de Kernevenoy dit de Carnavalet est un aristocrate breton né en 1520 et mort le 18 avril 1571 à Paris.
Il est un courtisan français qui fut Grand Écuyer du roi Henri II et précepteur du duc d'Anjou, le futur roi Henri III.
Il possède plusieurs fiefs, notamment ceux de : Carnavalet, de Noyen, de Coatanlan et Kerjanegan, de Vielzvy, de Coetmadeuc, de Kernevenoy, de Fontaine-Fourches et de Grisy.

## Biographie
François Kernevenoy est le fils d'un noble breton, Charles de Kernevenoy, seigneur de Kernevenoy et Lochoux, écuyer tranchant du roi dont la mère est Marie du Châtel affiliée à Tanguy du Châtel, sénéchal de Provence et de Marie Lucas dame de Courcelles.
Le patronyme Kernevenoy est connu depuis le milieu du XVe siècle , lorsque, sous Charles VII, le seigneur de ce lieu, avec le seigneur de Gemina, fut envoyé par le duc de Bretagne pour négocier avec les Anglais. Cette famille entra au service du Roi de France après le mariage de Louis XII et d'Anne de Bretagne. Le grand-père de Kernevenoy fut écuyer du Dauphin sous le règne de François Ier .
François de Kernevenoy est l'un des rares Bretons à avoir réussi à occuper une position élevée à la cour . Il a commencé à servir sous Henri II en tant qu'écuyer dans l'écurie royale. En 1555, il est devenu un noble à plein temps de la Chambre du roi, conservant la position d'écuyer. Il était enrôlé au service du futur Henri III, alors qu'il était encore titré duc d'Angoulême. En juin 1560, il reçoit le commandement d'une compagnie de trente soldats et le poste de lieutenant .
Le 7 décembre 1561, il est fait chevalier de l'ordre de Saint-Michel. En 1564, il est nommé précepteur du duc d'Anjou et chef d'état-major de son palais. En 1567, il devient gouverneur de la maison de ce prince .
Claude de Kernevenoy, son frère, est abbé commendataire de Bégard. Il fut également admis au service du duc d'Anjou comme quartier-maître et, en 1568, le duc le recommanda au pape comme évêque de Tréguier en raison des services rendus par son frere.
Grâce à ses fonctions, il peut se marier avec une des dames de la maison Catherine de Médicis. Installé dans la capitale, il acquiert le titre de seigneur de Noyen-sur-Seine , où en 1554-1556 il fait construire le château et ses grandes écuries, dans le but d'y établir un haras royal.
Kernevenoy participa aux campagnes d'Italie du duc de Guise pour lesquelles  il reçut une pension et divers avantages. Après l'avènement de François II, n'étant pas favori des Guise, son statut social fut rétrogradé, passant du rang de noble de la Maison du Roi au nombre d'« autres nobles », ce qui signifiait une baisse de traite de 1200 à 600 livres tournois. Ce n'est qu'en 1566 que Kernevenoy, grâce à la confiance de Catherine de Medicis, devient chambellan du roi et recommence à recevoir la totalité du montant qui lui est dû.
À Paris, Kernevenoy a dirigé l'école de la Tournelle - un collège où les jeunes nobles se préparent a de futures responsabilités. À la cour, il a une réputation d'expert en chevaux et était tuteur. Ronsard, en fit l'éloge dans le premier Livre des Odes. En janvier 1559, François fut chargé d'organiser un carrousel pour marquer le mariage du Dauphin avec Mary Stuart 
Ses fonctions incluent de s'occuper de l'intendance des jeunes nobles étrangers qui arrivaient à la cour de France. En particulier, en 1565, il reçoit un jeune Anglais envoyé par la reine Élisabeth Ire et dépense 400 livres pour lui.
Il est mentionné par Montaigne comme le plus grand cavalier de son temps, dans l'un des passages de ses «Expériences», et Ronsard en 1565 dédia un sonnet à Kernevenoy , dans lequel il le compare aux mythiques éducateurs de Jason et Achille - Chiron et Phoenix, tout en indiquant qu'il doit sa position à la Reine Mère. Dans un autre sonnet, il souligne le rôle de Kernevenoy en tant que protecteur des poètes à la cour .
En tant qu'agent de Catherine de Medicis en 1558, Kernevenoy, est courrier entre la cour et le connétable de Montmorency, négociant la paix avec les Impériaux à Sercan. En 1564-1565, il participe au grand voyage de la famille royale à travers la France, puis accompagne le duc d'Anjou à une rencontre avec sa sœur, la reine d'Espagne .
Le duc d'Anjou fut très attaché à son précepteur. En 1569, au plus fort de la troisième guerre de religion, en réponse à la menace de Charles IX de destituer Kernevenoy, Henri répondit qu'il se séparerait plutôt de ses postes de gouverneur général du royaume et de généralissime que de lui. À cet égard, l'ambassadeur espagnol Don Frances de Alava rapporte que l'affection du prince avait peu de respect, puisque Kernevenoy aurait encouragé son comportement lubrique, mais il est possible que les attaques de l'Espagnol aient été dictées par des considérations politiques.

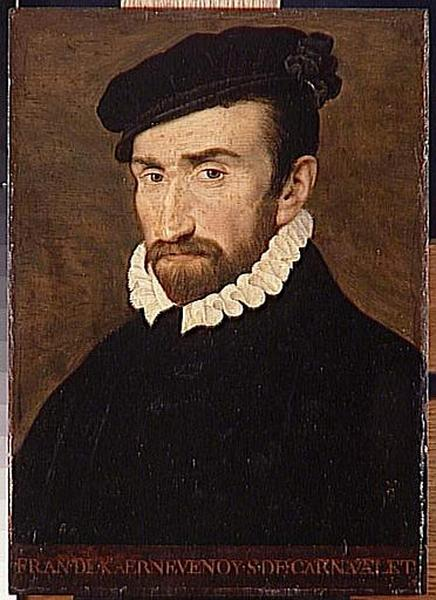
François de Kernevenoy. Portrait de François Clouet. Château de Versailles.

Alava considère que Kernevenoy est un protestant secret. Ses contemporains français affirment également qu'il était un huguenot pratiquant pendant au moins cinq ans. En avril 1563, il y eut des rumeurs selon lesquelles le duc se penchait vers une nouvelle religion, puisque son précepteur y adhérait. Alava se plaignit également de Kernevenoy en 1568, immédiatement après la signature de la paix à Longjumeau, mais il n'y avait aucune preuve formelle d'apostasie, et on pense que François est mort catholique.
François de Kernevenoy meurt le 18 avril 1571 dans le palais du duc d'Anjou rue Poulier, et fut inhumé en l'église Saint-Germain-l'Auxerois, où son ami, le chancelier du duc Philippe Hurault de Cheverny fit ériger un monument  dont l'épitaphe latine vient de Gishnon. De plus, il était associé à René de Villequier, le premier noble de la maison du duc à emprunter de l'argent à Kernevenoy. Le seigneur de Kernevenoy ne laisse à son fils que 800 livres de revenus, ne s'enrichissant pas au service de la cour, bien que son salaire fût de 13 000, auxquels s'ajoutaient environ 4 000 livres de loyer .

## Famille
- 1re épouse : (environ 1540 au 4 juillet 1560) Anne Hurault, fille de Jean Hurault, seigneur de Vueil et de Jeanne de Raguier.
- 2e épouse (20 novembre 1566) : Françoise de La Baume, fille de Jean IV de La Baume, comte de Montrevel, et Hélène de Tournon, veuve de François de La Baume, comte de Montrevel
- François-Claude de Kernevenois, chef de camp du régiment d'infanterie français [12]. Le 24 mai 1571, enfant, en reconnaissance des mérites de son père, il reçut les postes de premier seigneur de la maison du duc d'Anjou, avec un salaire de 4 000 livres et d'un noble de la chambre du roi avec 1 200 livres [11]. Il n'a laissé aucun héritier[12].